# Internet Speech Audio Codec
Internet Speech Audio Codec (iSAC) è un codec audio ad ampia banda, sviluppato da Global IP Solutions (GIPS) (acquisita da Google nel 2011).
È adatta per applicazioni VoIP e streaming audio. I blocchi codificati devono essere incapsulati in un protocollo di trasporto come RTP. È usato da AIM Triton, Gizmo5, QQ, e Google Talk. Fa parte del progetto open source WebRTC, il quale include una licenza libera da royalty per questo codec.